# Musikjahr 1518
Liste der Musikjahre

◄◄ | ◄ | 1514 | 1515 | 1516 | 1517 | Musikjahr 1518 | 1519 | 1520 | 1521 | 1522 | ► | ►►

Weitere Ereignisse
Dieser Artikel behandelt das Musikjahr 1518.

## Ereignisse
- Petrus Alamire hält sich 1518 bis 1519 im Auftrag des burgundisch-habsburgischen Hofs mehrmals am Hof von Kurfürst Friedrich dem Weisen zu Sachsen-Wittenberg auf. Das Ziel ist, die Stimme des Kurfürsten für die Wahl Karls V. zum Kaiser zu gewinnen. So gelangen einige prachtvolle Chorbücher als „Werbegeschenke“ an den sächsischen Hof.
- Bonifacius Amerbach, der zunächst an der Artistenfakultät der Universität Basel studiert und dort Musiktheorie gehört hatte, setzt seit 1513 seine Studien an der Universität Freiburg im Breisgau fort, wo er sich der Rechtswissenschaft zuwendet. Hier steht er in freundschaftlicher Verbindung zu Sixt Dietrich und dem Organisten Hans Weck.
- Jakob Arcadelt ist von 1516 bis 1524 Chorknabe („vicariot“) unter den Chorleitern Lambert Masson und Charles de Niquet an der Kollegiatkirche St. Aubain seiner Heimatstadt Namur.
- Hans Buchner ist Domorganist am Münster zu Unserer Lieben Frau in Konstanz.
- Vincenzo Capirola ist in Venedig tätig. Einer von Capirolas Schülern hat 1515 in Venedig mit der Verfassung des so genannten „Capirola-Lautenbuches“ begonnen, das er 1520 vollendet. Es handelt sich um eine reich illustrierte Handschrift, die nicht nur Kompositionen, sondern im Vorwort auch Informationen zur Spieltechnik enthält und damit wichtige Aufschlüsse über das Lautenspiel während der italienischen Renaissance gibt.
- Marco Cara steht seit 1495 und bis 1525 als Lautenvirtuose im Dienst der Familie Gonzaga in Mantua, die zu seiner Zeit Künstler aller Richtungen fördert.
- Carpentras ist Kapellmeister der päpstlichen Kapelle in Rom unter dem Medici-Papst Leo X., der ein begeisterter Gönner der Musik und der Künste ist.
- Marco Antonio Cavazzoni wirkt zwischen 1517 und 1524 in Venedig als Sänger am Markusdom und Organist an Santo Stefano.
- Nicolas Champion ist als Kanoniker-Kantor in Lier Nachfolger des verstorbenen Kantors Nicolas de Leesmeester. Er bleibt weiterhin zeitweilig im Dienst der Hofkapelle Karls V.
- Loyset Compère ist wahrscheinlich Kanoniker an der Kollegiatkirche Saint-Quentin, wo er spätestens seit November 1491 ein Kanonikat innehat. Er stirbt dort am 16. August 1518. Er wird in der Kirche beigesetzt und ungewöhnlich aufwändig mit einem Gedicht und einem Epitaph geehrt.
- Josquin Desprez ist seit 1504 Propst an seiner früheren Wirkungsstätte Condé-sur-l’Escaut. Er wird als monsieur le prevost messire Josse des pres bezeichnet. Die Stellung ist für den ehemaligen Kapellmeister nicht nur wegen seines dortigen Haus- und Grundbesitzes attraktiv, sondern noch mehr wegen der guten Personalausstattung der Kirche und der Qualität der dortigen Musikausübung, die nur noch von der Kathedrale in Cambrai und von Saint-Vincent in Soignies übertroffen wird. Der Propst hat hier (nach einer Aufstellung aus dem Jahr 1523) die weltliche Macht im Kirchensprengel inne und ist der Vorgesetzte des Dekans, des Schatzmeisters, von 25 Kanonikern, 18 Kaplänen, 16 Vikaren und sechs Chorknaben, dazu einigen Priestern ohne Pfründe; in den aufwändig gestalteten Gottesdiensten wirkt in der Regel ein Chor aus den Vikaren und Chorknaben mit, so dass bis zu 22 musikgeübte Stimmen zur Verfügung stehen und bis zu sechsstimmige Werke aufgeführt werden können. In dieser Stellung wirkt Josquin Desprez 17 Jahre lang bis zu seinem Lebensende.
- Sixt Dietrich lebt in Konstanz und ist Lehrer der Chorknaben in Musik und Latein.
- Antonius Divitis ist Sänger der Hofkapelle des französischen Königs Franz I.
- Costanzo Festa, der möglicherweise bei Jean Mouton in Paris studiert hat, ist seit 1517 päpstlicher Kapellsänger und wird später Leiter dieses Chores.
- Franchinus Gaffurius veröffentlicht seine Abhandlung De harmonia musicorum instrumentorum („Über die Harmonie der Musikinstrumente“).
- Der Chronist und Musiktheoretiker Heinrich Glarean hält sich während seiner Studienzeit von 1517 bis 1522 in Paris auf und lernt dort auch Jean Mouton kennen.
- Lupus Hellinck reicht in Rom als ständiges Mitglied des päpstlichen Haushalts am 1. April 1518 ein Bittgesuch ein und beantragt die Priesterweihe. Am 12. April erhält er von der Kurie die Erlaubnis, Rom zu verlassen, um persönliche Angelegenheiten zu regeln.
- Nikolaus Herman kommt als Kantor und Lehrer an die Lateinschule in St. Joachimsthal.
- Hans Kugelmann ist ab 1518 in der Hofkapelle Kaiser Maximilians I. angestellt.
- Jacotin Le Bel, der 1516 erstmals versucht Mitglied der französischen Hofkapelle zu werden, wirkt von 1516 bis 1520 als Sänger in der Privatkapelle von Papst Leo X. in Rom.
- Georg Liban, der 1511 in Krakau den akademischen Grad eines Magisters erlangt hat, hält Vorlesungen an der Universität und ist von etwa 1506 bis 1528 an der Schule der Marienkirche als Kantor tätig. Er war hier zunächst Kantor, ist seit 1514 Rektor und unterrichtet lateinische Prosodie, Griechisch und Musik.
- Johannes Lupi ist Chorknabe an der Kathedrale Notre-Dame in seiner Heimatstadt Cambrai und erlebt somit eine Ausbildung an einer der bedeutendsten kirchlichen Musikzentren der damaligen Zeit.
- Jean l’Héritier ist für Papst Leo X. in Rom tätig.
- Der Medici-Kodex wird fertiggestellt. Es handelt sich um ein Musikbuch, das für Papst Leo X., den zweiten Sohn von Lorenzo dem Prächtigen der Medici-Familie, zusammengestellt wurde. Der Kodex enthält 53 Motetten von 21 Komponisten, darunter Motetten von Jean Mouton, Andreas de Silva, Johannes de la Fage, Josquin Desprez, Pierrequin de Thérache, Adrian Willaert und Costanzo Festa.
- Jean Mouton ist wahrscheinlich – wie Antonius Divitis – Mitglied der Hofkapelle von Franz I. Zu einem späteren, nicht genau bekannten Zeitpunkt erhält Mouton ein bepfründetes Kanonikat an der Kollegiatkirche Saint-Quentin, vielleicht in der Nachfolge seines 1518 verstorbenen Kollegen Loyset Compère.
- Andreas Ornitoparchus, der 1512 an der Universität Rostock, 1515 in Tübingen, 1516 in Wittenberg und Leipzig studiert hat, ist an der Universität Greifswald eingeschrieben.
- Marbrianus de Orto ist premier chapelain der Hofkapelle des Herzogs der Burgundischen Niederlande Karl (späterer Kaiser Karls V.) in Brüssel.
- Francisco de Peñalosa, der Mitglied der königlichen spanischen Kapelle war, ist seit Spätsommer 1517 Sänger an der päpstlichen Kapelle von Papst Leo X. in Rom. Peñalosa übt dieses Amt mindestens bis zum Tode Leos X. im Jahr 1521 aus; anderen Quellen zufolge sogar bis 1523.
- Matteo Rampollini ist von 1515 bis 1520 als Sänger an der Kirche Basilica di San Lorenzo in Florenz in Diensten der Familie Medici tätig.
- Georg Rhau wechselt im Sommersemester 1518 von der Universität Wittenberg an die Universität Leipzig, wo er am 18. September 1518 als Assessor an die philosophische Fakultät aufgenommen wird. Zudem wird er ab August 1518 in Leipzig als Thomaskantor tätig.
- Pierre de la Rue. der seit Juni 1516 in Kortrijk als ortsansässiger Kanoniker lebt, stirbt am 20. November 1518 und wird hier auf dem Friedhof der Onze Liewe Vrouwkerk beigesetzt. Sein Grab und das Grabmal mit der lateinischen Inschrift sind nicht erhalten, jedoch ist diese Inschrift in mehreren Abschriften überliefert und feiert ihn als Meister der geistlichen Musik: „In tumulo Petrus de Vico conditor isto, nobile cui nomen musica sacra dedit“.
- Ludwig Senfl ist vermutlich spätestens seit dem Tod von Heinrich Isaac (1517) auch als Komponist für die musikalische Ausgestaltung der liturgischen Zeremonien und anderer Feierlichkeiten in der Hofkapelle Königs Maximilians I. zuständig. Obwohl er niemals zum offiziellen Nachfolger Isaacs ernannt wird, bemüht er sich mehrmals (vergeblich) seine von Maximilian I. zugesicherten Geldansprüche geltend zu machen.
- Claudin de Sermisy wirkt als Geistlicher in der Diözese Noyon und – wie Antonius Divitis und Jean Mouton – als Sänger der Hofkapelle von König Franz I. von Frankreich. In einer Liste von 34 königlichen Kapellsängern, die vom 1. Oktober 1517 bis 30. September 1518 angestellt sind, folgt Sermisys Name unmittelbar nach dem von Jean Mouton.
- Francisco Tovar geht 1518 nach Andalusien und wird Sänger an der Kathedrale von Granada.
- Adrian Willaert, der am 8. Juli 1515 als Kapellmeister in den Dienst des Mailänder Kardinals Ippolito I. d’Este berufen wurde, reist mit ihm und seinem weiteren Gefolge im Oktober 1517 nach Ungarn und kehrte im August 1519 nach Ferrara zurück.

## Musiktheoretische Schriften
- Franchinus Gaffurius – De harmonia musicorum instrumentorum (Mailand)
- Henricus Grammateus – Ayn new kunstlich Buech

## Geboren

### Genaues Geburtsdatum unbekannt
- Oswald Hilliger (II.), deutscher Geschütz- und Glockengießer († 1546)

### Geboren um 1518
- Ihan Gero, franko-flämischer Komponist († 1553)
- Francesco Londariti, griechisch-venezianischer Sänger und Komponist († um 1572)

## Gestorben

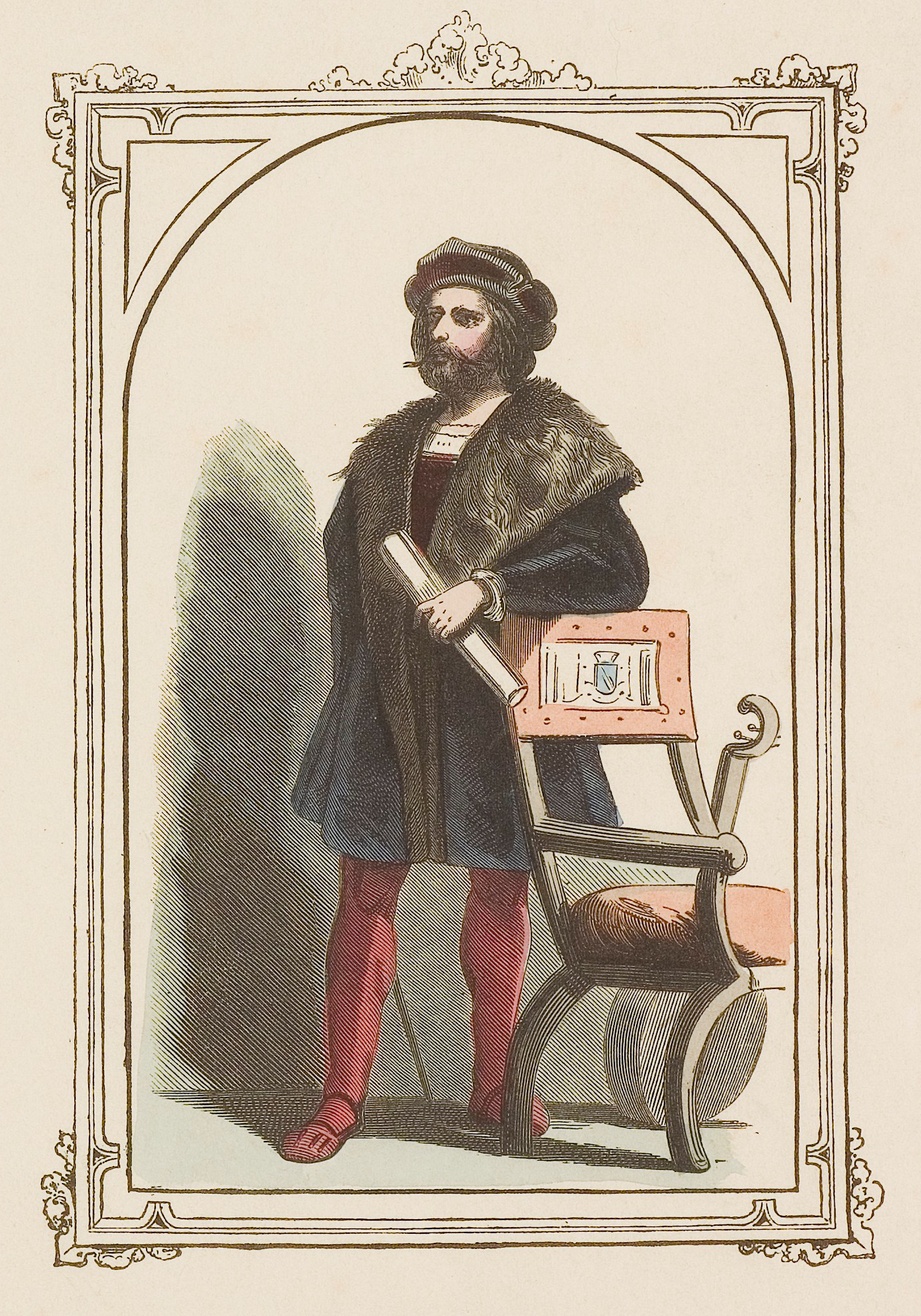
Pierre de la Rue; † 20. November

### Todesdatum gesichert
- 16. August: Loyset Compère, flämischer Komponist, Sänger und Kleriker (* um 1440 oder 1445)
- 20. November: Pierre de la Rue, franco-flämischer Komponist, Sänger, Kleriker (* zwischen 1460 und 1470)

### Gestorben um 1518
- Georg Brack, deutscher Komponist, Kapellmeister und Musiktheoretiker (* um 1455)